# Camponotus bruchi
Camponotus bruchi är en myrart som beskrevs av Auguste-Henri Forel 1912. Camponotus bruchi ingår i släktet hästmyror, och familjen myror.

## Underarter
Arten delas in i följande underarter:
- C. b. bruchi
- C. b. lysistrata
- C. b. titicacensis